# Шаронов Євген Костянтинович
Шаронов Євген Костянтинович (11 грудня 1958) — радянський ватерполіст.
Бронзовий призер Олімпійських Ігор 1992 року, учасник 1980, 1988 років.
Чемпіон світу з водних видів спорту 1982 року, бронзовий призер 1986 року.
Чемпіон Європи з водного поло 1983, 1985, 1987 років, срібний призер 1981 року.